# Coenonympha arcanioides

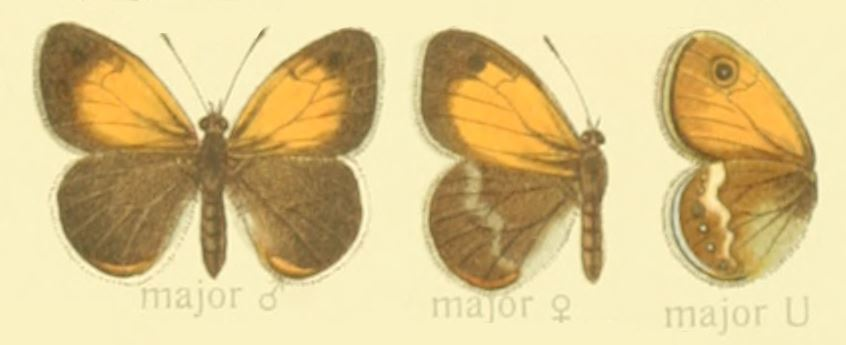
Coenonympha arcanioides f. major aus Adalbert Seitz: Die Großschmetterlinge der Erde, 1909

Coenonympha arcanioides, auch Marokkanischer Heufalter, ist ein Schmetterling (Tagfalter) aus der Familie der Edelfalter (Nymphalidae), der in Nordwest-Afrika vorkommt.

## Beschreibung
Von Coenonympha arcanioides gibt es zwei Formen. Die Nominatform ist kleiner und dunkler. Ihr Vorderflügel ist bis auf einen braungelben Scheibenfleck im Diskus rußbraun. Die Form major ist größer, der ganze Diskus ist feurig gelbrot. Die Hinterflügeloberseite beider Formen ist dunkel graubraun mit einer orangen Marginallinie im Analwinkel. Die orange Vorderflügelunterseite hat eine helle Postdiskalbinde und einen verdunkelten Apex mit einem deutlichen, weiß gekernten Augenfleck (Ocelle) mit gelbem Rand, vor dem sich bei der Nominatform ein lichter Strich befindet. Die Marginallinie an Innenrand und Analwinkel ist dunkel graubraun. Auf der rotbraunen Hinterflügelunterseite verläuft ein weißes, etwas geschweiftes, unregelmäßiges Postdiskalband, hinter dem deutliche, aber sehr kleine Ocellen stehen.
Die Weibchen sind größer und oberseits blasser als die Männchen.

### Ähnliche Arten
- Coenonympha dorus (Esper, 1782)
- Coenonympha vaucheri Blachier, 1905
- Coenonympha fettigii Oberthür, 1874
- Pyronia cecilia (Vallantin, 1894) ist im Flug fast nicht von C. arcanioides zu unterscheiden[1]

## Verbreitung
Coenonympha arcanioides ist weit verbreitet in Marokko, Nord-Algerien und Nord-Tunesien. Von den Bergen an der Küste bis in die Nordhänge im Mittleren Atlas fliegt sie von Meereshöhe bis auf 1800 Meter Höhe. Sie kommt lokal und niemals in großer Anzahl beieinander vor und  manchmal sind die Falter als Irrgäste in Spanien anzutreffen.

## Lebensweise
Die Falter fliegen über trockenen und felsigen Grasfluren um Sträucher und in mit Oleander und Ginster bestandenen Schluchten. Zur heißesten Tageszeit verbergen sie sich in austrocknenden Bachbetten und in Drainagegräben. Sie fliegen stets dicht am Boden und so zwischen Dornbüschen, dass ihnen schwer beizukommen ist.
Die Raupen der letzten Generation im Jahr überwintern.

### Flugzeit
Coenonympha arcanioides fliegt in mehreren Generationen im Jahr (multivotil) von Mitte April bis September. Die Sommer-Generation ist die kleinere Form.

## Systematik
Coenonympha arcanioides wurde 1837 von M. Pierret als Satyrus arcanioides in den Annales de la Société entomologique de France erstbeschrieben. Der Typenfundort liegt in Oran, Algerien.